# Видогощь (деревня)
Видогощь — деревня в Новгородском районе Новгородской области. Входит в Ермолинское сельское поселение.

## География
Расположена на реке Видогощь (истекающей из обширного болота Сидорово западнее деревни), в 25 километрах от областного центра.

## История
Вероятно ранее на территории деревни располагался Троицкий Видогощский монастырь (первое упоминание в 1401 году).
Деревня на картах появляется с XVIII века. Делилась рекой на Барскую и Жилую Видогощи.
Указом от 10 февраля 1827 года деревня отошла под военное поселение.
В 2015 году во время охоты в лесном массиве у деревни произошёл несчастный случай со смертельным исходом.
В 2018 году был запланирован ремонт моста через реку Видогощь. Рассматривается вопрос о включении работ по ремонту дороги Вашково — Видогощь в федеральную программу национального проекта «Безопасные и качественные автомобильные дороги на 2019—2024 годы».
В 2019 году на кладбище деревни Видогощь были захоронены останки 11 бойцов РККА, погибших во время Великой Отечественной войны и случайно обнаруженных у д. Кшентицы

## Население
| 2010 |
| ---- |
| 88   |

## Транспорт
- автобус № 115 Великий Новгород — Видогощь

## Экономика
Жители деревни заняты ведением личного подсобного хозяйства. Работает сельскохозяйственный потребительский перерабатывающий сбытовой кооператив «ВИДОГОЩЬ»